# اقتحام مجلس الأمة الكويتي
اقتحام مجلس الأمة الكويتي، هو حدث جرى في 16 نوفمبر 2011 في دولة الكويت، بعد مسيرة شارك بها عشرات من الأشخاص الكويتيين - من بينهم نواب سابقون وحاليون (وقتئذ في مجلس 2009) – أدّت إلى اقتحام مبنى البرلمان الكويتي. وقد جاء نادى المقتحمون باستقالة رئيس الوزراء الكويتي ناصر المحمد وحل البرلمان الكويتي المنتخب، بسبب شبهة تهم بالفساد.

## أحداث
- 16 نوفمبر 2011: اقتحام مجلس الأمة الكويتي وتحديدًا ما يعرف بقاعة عبد الله السالم الصباح.

## السبب
إثر بعد أن تولّى الشيخ صباح الأحمد مسند الإمارة في دولة الكويت في 29 يناير، أصدر مرسومًا أميريًا بتعيين ناصر المحمد الأحمد الصباح خلفًا له في منصب رئاسة مجلس الوزراء، ليشكّل الأخير سبع حكومات، امتدّت ما بين 7 فبراير 2006 حتى 6 ديسمبر 2011. وهي فترة شهدت شد وجذب وسيل من الخلافات وتأزّم ما بين مجلس الأمة والحكومة في الكويت، حتى قيل أن «في الكويت ديمقراطية دون ديمقراطيين». وفي مساء يوم الأربعاء 16 نوفمبر 2011، اقتحم عشرات من المواطنون الكويتيون - من بينهم نواب سابقون وحاليون (وقتئذ في مجلس 2009) – مبنى البرلمان الكويتي مطالبين باستقالة رئيس الوزراء آنذاك ناصر المحمد وحل البرلمان، بسبب شبهة تهم بالفساد وقضية الإيداعات المليونية.

## رد الحكومة
جاء رد الأمير صباح الأحمد في 20 نوفمبر 2011، واصفًا ذلك اليوم بـ«الأربعاء الأسود»، وأن «لا حل للمجلس ولا تغيير للحكومة» و«يتعدّى على الدستور من يُقسم بأنه سيُقيل رئيس الوزراء» وقائلًا أن «من اقتحموا المجلس - وبينهم نواب - داسوا في بطن الدستور وسيحالون على النيابة لأنهم ارتكبوا جريمة في حق الكويت»، ومضيفًا «أن رموز الأربعاء الأسود سيحاكمون ويعاقبون ولن نعفو عنهم». فيما ردّت المعارضة بتسمية ذلك اليوم بـ«الأربعاء الأبيض».

## النتائج
خلال أقل من ثلاث أسابيع من تاريخ الاقتحام، أصدر الأمير مرسومًا بحل مجلس (2009) والدعوة لانتخابات نيابية جاء إثرها انتخاب الفصل التشريعي الرابع عشر في تاريخ الكويت، أو ما عرف بمجلس فبراير (2012)
في يوم الأحد 8 يوليو 2018 قضت محكمة التمييز الكويتية بالحبس مدة 6 سنوات ونصف على كل من النائبين الحاليين في تاريخ النطق بالحكم جمعان الحربش ووليد الطبطبائي، وحكمت بنفس المدة على النواب السابقين مسلم البراك وفهد الخنة وفيصل المسلم وخالد شخير ومبارك الوعلان ومحمد الخليفة وفلاح الصواغ.

## العفو
في 8 نوفمبر 2021، أصدر أمير الكويت نواف الأحمد الصباح عفوًا لجميع المُتهمين في قضية دخول مجلس الأمة.